# قزم أسود

القزم الأسود أو القزم المعتِم هو بقايا نجم نسق أساسي ينشأ عندما يبرد القزم الأشعل بشكل كبير ولا يرسل حرارة أو ضوء لمسافة كبيرة. وقدر الزمن اللازم لتحول القزم الأشعل إلى قزم معتِم بأنه أكبر من عمر الكون الحالي والمقدر 13.7 مليار سنة. لذلك لا يتوقع وجود أقزام معتِمة في الكون حالياً. وتحدد درجة حرارة أبرد قزم أشعل عمر الكون. ينتج القزم الأشعل من بقايا نجم متوسط أو صغير الكتلة من النسق الأساسي (كتلته أقل من 9-10 مرات من كتلة الشمس، ويتم هذا التحول بعد استهلاك وانصهار جميع العناصر التي لديها حرارة احتراق عالية. وما يتبقى يتحول إلى كرة كثيفة من مادة ذات إلكترونات منحلة والتي تبرد ببطأ عن طريق الإشعاع الحراري لينتهي إلى قزم معتِم. وحتى لو كان القزم المعتِم موجود فإنه من الصعب تحديده أو رصده لأنه سيبعث القليل من الإشعاع حسب تعريفه. وتعتبر إحدى النظريات أنه يمكن تحديده من خلال تأثير الجاذبية.